# Varvara Fasoi
Varvara Fasoi (griechisch Βαρβάρα Φασόη, * 2. Februar 1991, Griechenland) ist eine griechische Radrennfahrerin, die im Straßenradsport, Bahnradsport und auf dem Mountainbike aktiv ist.

## Sportliche Laufbahn
2011, 2012 und 2013 belegte Varvara Fasoi jeweils Platz drei bei der griechischen Meisterschaft im Straßenrennen. 2014 wurde sie erstmals nationale Straßenmeisterin, bis zu ihrem Karriereende nach der Saison 2022 konnte sie diesen Erfolg dreimal wiederholen. 2015 und 2020 wurde sie auch griechische Zeitfahrmeisterin. 2015 errang die Allrounderin zwei nationale Titel auf dem Mountainbike. Auch auf der Bahn war sie erfolgreich: 2014 wurde Fasoi griechische Meisterin im 500-Meter-Zeitfahren, 2018 in der Einerverfolgung.
Bis einschließlich 2018 startete Fasoi viermal bei Straßenweltmeisterschaften. Die Straßenrennen konnte sie nie beenden, platzierte sich aber in den Einzelzeitfahren. Ihre beste Platzierung war Rang 30 bei der WM 2016.
Von 2019 bis 2022 war Fasoi Mitglied im spanischen UCI Women’s Continental Team Eneicat, blieb aber international ohne nennenswerte Ergebnisse.

## Erfolge

### Straße
2014
- Griechische Meisterin – Straßenrennen

2015
- Griechische Meisterin – Einzelzeitfahren

2016
- Griechische Meisterin – Straßenrennen

2020
- Griechische Meisterin – Einzelzeitfahren

2021
- Griechische Meisterin – Straßenrennen

2022
- Griechische Meisterin – Straßenrennen

2024
- Griechische Meisterin – Einzelzeitfahren

2025
- Balkanmeisterschaften – Straßenrennen, Einzelzeitfahren
- Griechische Meisterin – Einzelzeitfahren

### Mountainbike
2015
- Griechische Meisterin – Mountainbike-Marathon XCM
- Griechische Meisterin – Cross-Country XCO

2016
- Griechische Meisterin – Cross-Country XCO

2017
- Griechische Meisterin – Cross-Country XCO

2018
- Griechische Meisterin – Cross-Country XCO

2020
- Griechische Meisterin – Cross-Country XCO

2021
- Griechische Meisterin – Cross-Country XCO

2024
- Griechische Meisterin – E-Mountainbike

### Bahn
2014
- Griechische Meisterin – 500-Meter-Zeitfahren

2018
- Griechische Meisterin – Einerverfolgung